# Anti-intelectualismo
Anti-intelectualismo descreve um sentimento de hostilidade em relação a, ou suspeição de, intelectuais e seus objetos de pesquisa. Isto pode ser expresso de várias formas, tais como ataques aos méritos da ciência, educação, arte ou literatura.
Em geral, o anti-intelectualismo se justifica mediante os argumentos de ideologias e pragmatistas. Entre as suas motivações mais comuns, podemos enumerar: ressentimento de pessoas pouco instruídas contra eruditos; hostilidade em relação ao trabalho realizado pelos intelectuais, como educação, pesquisa, crítica social e cultura, literatura; acusação de parasitismo social (os intelectuais não teriam uma "função" econômica na sociedade, sendo esta ultima compreendida, portanto, de maneira organicista); acusações de subversão e morbidez.

## Demonstração
Anti-intelectualismo geralmente é expressado nas comunidades por declarações de "diferença", isto é, os intelectuais são ditos como "não sendo um dos nossos". Estes que desconfiam de intelectuais, os representam como um perigo para a normalidade, insistindo que se tratam de estranhos com pouca empatia pelas pessoas comuns. Isto historicamente resultou em intelectuais sendo retratados como membros arrogantes de um diferente grupo social. Em comunidades rurais, por exemplo, intelectuais talvez sejam vistos como "invejosos da cidade" que conhecem pouco do vilarejo e seus modos. É também comum para comunidades tachar intelectuais como estrangeiros ou membros de minorias étnicas, como por exemplo, asiáticos. Juntamente com isto, intelectuais podem ser vistos como sujeitos a instabilidade mental, com seus críticos insistindo na existência de uma correlação médica entre insanidade e genialidade. Comunidades com forte fé religiosa, talvez, se aventurem a vincular intelectuais com a promoção do ateísmo, enquanto os modos sexuais dos intelectuais também são colocados em dúvida, onde são suspeitos de promiscuidade, são relacionados a homossexualidade ou falta de interesse por sexo. Notavelmente, quem condena intelectuais tende vinculá-los não com apenas uma, mas uma combinação destas características.

## Causas
Crenças anti-intelectuais podem surgir de uma variedade de fontes. Estas incluem:

### Religião
Apesar de uma variedade de religiões promoverem o intelectualismo, existem algumas tendências nos tempos modernos e clássicos de fomentar sentimentos anti-intelectuais. Isto ocorre primariamente em grupos fundamentalistas.
Quando uma doutrina religiosa inclui declarações sobre a história natural ou humana, dogmas sobre textos sagrados e outras matérias, estas declarações podem ser investigadas por um pesquisador externo. Por exemplo, uma declaração sobre a idade de um artefato religioso pode ser testada por testes de carbono 14 ou um texto teológico ser logicamente examinado. Se este tipo de investigação é promovida, o resultado pode ser conflito em relação ao quanto a doutrina percebe a investigação como estando em conformidade ou não com a religião.
Porém, anti-intelectualismo religioso não se confina somente contra a ciência: quando movimentos como Boemia, Vanguarda e Romantismo se tornaram fatores importantes nas finas-artes, alguns religiosos perceberam estas tendências como moralmente subversivas e pediram por censura. Este tem sido um tema bem comum nas Américas e na Europa desde os tempos da reforma protestante. Alguns podem argumentar, porém, que isto se trata apenas de conservadorismo moral, que é distinto de anti-intelectualismo, apesar que as duas posições são aliadas em muitos casos.

### Políticas autoritárias
Anti-intelectualismo é por vezes utilizado por ditadores ou por aqueles que estão tentando estabelecer uma ditadura. Intelectuais são vistos por regimes totalitários como uma ameaça, graças a tendência destes ao questionamento das normas sociais existentes e de dissentir da opinião estabelecida. Retaliações violentas são comuns durante regimes autoritários, além de a negação ao nacionalismo promovida por intelectuais, torna-os sujeitos a retratação como não patrióticos e subversivos.
Em ditaduras mais extremas, como a do comunista Khmer Vermelho, liderada por Pol Pot, promoveu-se o assassinato de qualquer um que dispunha de ensino superior ao rudimentar. Sob o domínio do Khmer pagodes, teatros, cinemas, museus e bibliotecas do Camboja viraram chiqueiros para porcos. Além do fechamento de bibliotecas públicas e demais locais de estudo, outras expressões de repreensão aos intelectuais são o isolamento deles e de cientistas do mundo, e até mesmo declarações oficiais de que intelectuais são sujeitos a problemas mentais e há a necessidade de os isolar em instituições psiquiátricas. Adicionalmente, intelectuais em países com regimes autoritários estão sujeitos a condenações populares e são usados como bode expiatório para canalizar a raiva do povo.

### Populismo
Populismo pode ser visto como outra fonte de anti-intelectualismo. Neste contexto, intelectuais são apresentados como elitistas e enganadores cujo conhecimento e habilidades retóricas devem ser temidos, já que podem ser utilizados para manipular as pessoas médias, que por sua vez são tidas como a idealização do regime e fonte de virtude. Pessoas com ideais populistas geralmente apoiam que as necessidades de conhecimento sejam reguladas pelas pessoas, alegando que educadores precisam trabalhar em linha com as políticas de mandatários.
De maneira similar, a curiosidade e a objetividade dos intelectuais sobre países estrangeiros e crenças são retratados como falta de patriotismo ou honestidade moral, e intelectuais são muitas vezes tidos como suspeitos por ter opiniões estrangeiras, possivelmente subversivas.

### Problemas com o sistema educacional
O sistema educacional pode servir como ferramenta poderosa em formar a cultura de uma nação. Em países de língua inglesa, particularmente Estados Unidos e Reino Unido, as escolas e universidades são algumas vezes criticadas por serem excessivamente 'intelectualistas', portanto, falhando em preparar os jovens propriamente para serem membros da sociedade.
Alguns comentadores, como John Tierney, acredita que as escolas fundamentais e secundárias, pelo menos nos Estados Unidos, colocam um excesso de ênfase na igualdade de resultados em detrimento da capacidade de produção intelectual do indivíduo. Nesta visão, a ênfase acaba por levar a mentalidade "Harrison Bergeron" e um excesso de simplificação do currículo escolar.
Um exemplo de grande, apesar que dificilmente militante ou mesmo organizado, anti-intelectualismo no mundo contemporâneo está na subcultura jovem, geralmente associada com estudantes mais interessados em sua vida social ou atletismo, do que nos seus estudos. Estas subculturas, geralmente marcadas por sinais, existem em estudantes de todos os grupos. A cultura comercial jovem também gera uma enorme variedade de tendencias. Se manter nestas tendencias é difícil, e seu conteúdo é geralmente criticado por críticos culturais de várias correntes por ser excessivamente simplista e tendendo para falta de sofisticação. Manter a popularidade, de acordo com Paul Graham é um trabalho de tempo integral que deixa pouco tempo para interesses intelectuais.
No ambiente das Universidades, os problemas se dividem em três:
- Vícios políticos — Um tipo de critica que é baseada na percepção de que alguns professores universitários e outros acadêmicos têm forçado suas próprias ideologias políticas nas interações pedagógicas e pesquisa profissional, em detrimento da qualidade, objetividade, ou mesmo utilidade. Nos Estados Unidos, este argumento é mais praticado por indivíduos do lado conservativo do espectro político contra liberais, radicais e esquerdistas. Geralmente, estas criticas são direcionadas para pessoas trabalhando no campo de Humanas, especialmente as Ciências sociais. Entre os campos mais contestados estão Estudos da Mulher, Estudos Culturais e Estudos raciais. Se esta atenção é merecida, isto, novamente é fonte de debate.
- Programas deficientes — Outro campo de preocupação é a percepção da falta de educação geral no currículo.
- Falta de utilidade — Uma terceira linha de criticas, que algumas vezes contradiz a segunda, é a falta de utilidade "na vida real" de alguns estudos de humanas. Isto também tem contribuído para o anti-intelectualismo, particularmente entre os que estudam, ou estudaram, assuntos técnicos. Isto é muitas vezes chamado de rivalidade em vez de anti-intelectualismo real, já que pessoas que receberam diplomas universitários técnicos estão também envolvidas em estudos intelectuais de alta complexidade. Este tipo de antagonismo às vezes é exacerbado nas universidades quando se trata da divisão dos fundos limitados. Enquanto é mais caro e de alta manutenção empregar ou financiar departamentos de engenharia e técnicos, muitas vezes o próprio comitê universitário os coloca como tendo maior importância. Ainda mais, bonificações para a universidade às vezes é acompanhado de requerimentos que o dinheiro vá para programas vistos pelos beneficiados como úteis.

## Anti-intelectualismo no mundo

### Anti-intelectualismo nos Estados Unidos

#### Cultura do século XIX
A cultura popular do século XIX é importante na história do anti-intelectualismo americano. Naquela época, quando a vasta maioria da população vivia no campo, executando trabalho manual e agricultura, educação pelos livros, que na época era voltada para os clássicos, era visto como de pouco valor.
O século XIX predominantemente valorizava o homem de sucesso, com estudo da vida e experiência, em vez de intelectuais onde o conhecimento foi adquirido por estudos formais e livros. Em 1843, Bayard R. Hall escreveu sobre Indiana, que "nós sempre preferimos um homem ruim ignorante do que um talento, dai as tentativas usualmente feitas para arruinar o moral de um candidato inteligente; já que a inteligência infeliz e a imoralidade supostamente andam juntas, assim como incompetência e bondade". Ainda assim, existia a possibilidade de "perdão" de alguém inteligente adotasse a "inteligência popular". Um personagem de O. Henry notou que quando um graduado da Costa Leste dos Estados Unidos larga de ser orgulhoso, ele daria um bom cowboy como qualquer outro jovem homem.
Um estereótipo relacionado é o de uma pessoa "lenta" com coração de ouro, que se tornou popular nos teatros do século XIX, e ainda reaparece na cultura americana, como em 1985 no livro e em 1994 no filme Forrest Gump.

#### Séculos XX e XXI

##### Críticos conservadores da academia
Robert Warshow avançou com a hipótese de que o Partido Comunista dos EUA havia se tornado o centro da vida intelectual americana durante a década de 1930:
Para a maioria dos intelectuais americanos, o movimento comunista de 1930 era uma experiência crucial. Na Europa, onde o movimento era mais sério e popular, ela ainda era apenas uma corrente da vida intelectual; os comunistas podem jamais ajustar completamente o tom do pensamento. Mas neste país existiu um tempo em que virtualmente toda a vitalidade intelectual derivava de uma maneira ou de outra do Partido Comunista. Se você não era dos grandes círculos do partido, você possivelmente era da oposição, o que significava que boa parte de suas energias e reflexão era para se manter devotado para a oposição.
Uma variante mais recente desta tendência é o tão falando "movimento da liberdade acadêmica", liderado por David Horowitz pelo Centro para o Estudo da Cultura Popular, que analisa as tendência de certos acadêmicos de esquerda de indoutrinar os estudantes universitários para visões antiamericanas.
O conservador brasileiro Olavo de Carvalho criticou severamente o meio acadêmico-universitário nacional. Segundo Carvalho, tanto a mídia quanto a universidade brasileiras foram "tomadas pelos comunistas".

##### Fundamentalismo religioso
Algum anti-intelectualismo moderno americano vem da visão sustentada por cristãos conservadores que a forma atual da educação pública subverte as crenças religiosas. A validade desta visão é substanciada pela repercussão do ateísmo e agnósticos entre os educados durante a era do Iluminismo, e esta profundamente enraizado antes mesmo destes tempos. Um exemplo era o autor Puritano John Cotton redigiu em 1642, "Quanto mais educado e articulado você se tornar, mais adequado para agir por Satã você estará".
Outros cristãos também objecionam o que eles percebem como elementos não cristãos do sistema educacional americano. O ponto focal dos fundamentalistas são Educação Sexual e Evolucionismo.

##### Cultura estudantil da década de 1960
Especialmente durante a década de 1960 muitos ativistas estudantis romantizaram as populações pobres dos Apalaches e Delta do Mississippi. A falta de educação formal nestas regiões era vista como um tipo de liberdade dos valores conformistas da sociedade, que permitia as pessoas levarem uma vida mais genuína.
Os movimentos antiguerra também desprezavam os altamente educados e objetivos tecnocratas de Washington, D.C., idealizados por Robert McNamara, que não se emocionava por emoções irracionais e subjetivas. McNamara alegava tomar decisões baseados somente em números e probabilidades e não podia ver indivíduos vivos ou mortos como nada além de estatística. A contagem de corpos do Vietnã é visto como um exemplo desta objetividade.
Theodor Adorno, ele mesmo um marxista, pesadamente criticava essa moda da esquerda dos anos 60, que ele chamava de Ativismo, definindo isto como sendo a crença em que ações como protestos e greves podiam mudar a estrutura política, sem que eles mesmo fossem suportados por uma teoria sólida e um programa organizado.

##### Intelectuais como apologistas pagos dostatus quo
Muitos da esquerda já proclamaram que o status dos intelectuais como "pensadores profissionais" requerem suporte da classe dominante disposta a financiá-los. Portanto, a maioria dos intelectuais, de modo a manter sua profissão, precisam assumir uma postura subserviente em relação às pessoas no poder mesmo quando suas ideias são radicais. Estes críticos apontam que muitos professores já clamaram pela revolução, mas poucos tomaram posturas concretas para promover uma. Isto tem o efeito de desacreditar a ideia da mudança social por associar ela com acadêmicos hipócritas, portanto servindo o status quo.
Em troca de seus serviços retóricos, a teoria dita, intelectuais são premiados com o poder de se posicionar acima do proletariado na escala social e são dotados de um certo grau de controle sobre como as pessoas normais podem viver suas vidas. Além disso, quando alguma ação do governo sai de controle, intelectuais proveem os líderes com um bode expiatório conveniente - os que são pagos para promover uma política podem ser facilmente culpados por criá-la.

### Anti-intelectualismo fascista
Os fascistas rejeitaram o tipo de intelectual liberal-democrático por seu distanciamento da "vida vivida", repugnando-os por não exercerem uma "função" e, portanto, não contribuírem para o poder e a unidade do Estado nacional. É feita uma distinção entre "intelectual ativo" e "intelectual passivo". Para Giovanni Gentile, considerado o filósofo do fascismo, o fascismo “não luta contra a inteligência, mas contra o intelectualismo, que é ... a doença da inteligência”. Os fascistas consideravam que a norma burguesa estava associada a um estilo de vida sedentário, ao individualismo, à plutocracia e a exploração econômica do proletariado e das nações proletárias. Para contrariar o “intelectual passivo”, que utilizava o seu intelecto de forma abstracta e portanto “decadente”, foi proposto o “pensamento concreto” do “intelectual activo” que aplicava o intelecto com a práxis, o “homem de acção”. O "intelectual passivo", para os fascistas, estagnou o intelecto ao objetificar as idéias, estabelecendo-as como objetos. Daí a rejeição da lógica materialista por parte do fascismo. 

### Anti-intelectualismo nazista

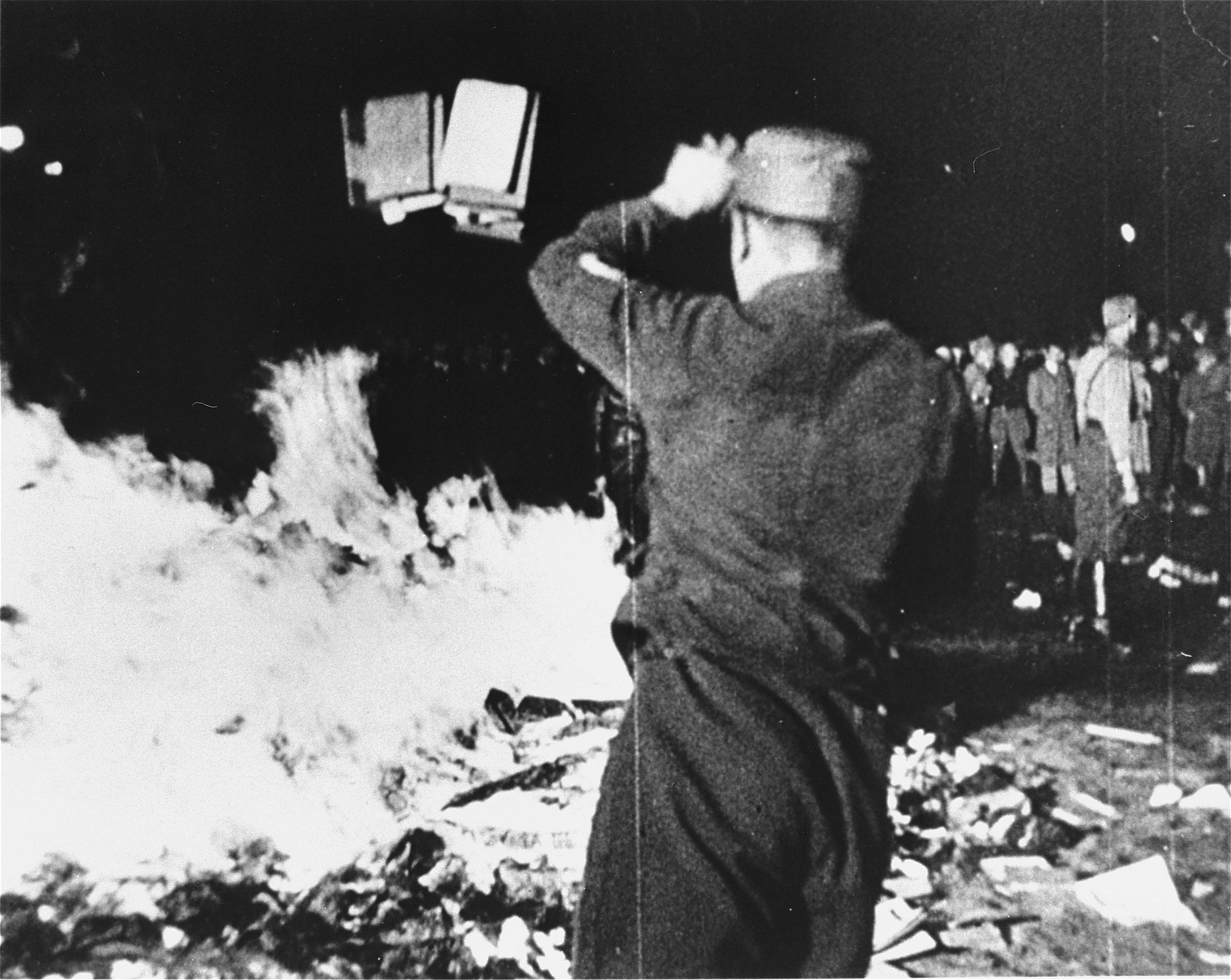
Livros sendo queimados em Berlim, na queima de livros em 10 de maio de 1933.

Os ideólogos nazistas tinham um pensamento antiintelectual relacionando a figura do intelectual com a do judeu. Realizou-se uma campanha para queimar livros considerados subversivos ou que representassem ideologias contrárias ao nazismo. Esses livros incluíam escritos judaicos, comunistas, socialistas, anarquistas, liberais, pacifistas, religiosos e sexológicos, entre outros.

### Anti-intelectualismo religioso

#### China
O anti-intelectualismo asiático possui profundas raízes. Até Tao Te Ching orientava os líderes para manter seus servos "com a barriga cheia e mente vazia" e que "ignorância é melhor que o conhecimento" entre as pessoas. Adicionalmente, Qin Shi Huang, o primeiro imperador da China, foi responsável por uma das mais proeminentes demonstrações de anti-intelectualismo, por desconfiar dos escolares e forçando as pessoas educadas ao trabalho, além de queimar textos escritos por historiadores ou por escolares confucianos.

#### Irã
O regime revolucionário da nova República Islâmica do Irã também demonstrou grande anti-intelectualismo em suas políticas. Além da grande emigração de muitos intelectuais no inicio da revolução iraniana, o governo decretou em 1980 que todas as universidades fossem fechadas até que o currículo fosse "purificado" do legado de Reza Pahlavi. O banimento da educação superior persistiu até 1982. Também, a atitude repressiva do regime contra a intelligentsia iraniana é bem conhecida, incluindo a execução do poeta Said Soltanpour em 1981.